# شاپ
شاپ (به مجاری:  Sáp) یک منطقهٔ مسکونی در مجارستان است که در ناحیه پوشپوک‌لادانی واقع شده‌است. شاپ ۱۹٫۲۲ کیلومتر مربع مساحت و ۱٬۰۴۶ نفر جمعیت دارد.